# Job Definition Format
Pour les articles homonymes, voir JDF.
Dans les industries graphiques, le Job Definition Format ou JDF désigne un format de fichier destiné à permettre la transmission d'information concernant un travail à réaliser. Le fichier JDF doit donc être utilisable à tout moment, de la conception à la livraison du produit fini.

## Origines du JDF
Un imprimé quel qu'il soit est passé par de nombreuses étapes : conception, prépresse, impression, finition, conditionnement et livraison. Pour toutes ces étapes, il est nécessaire de connaître certaines informations concernant le travail à faire : nombre de pages, format fini, imposition, encres, nature du papier, linéature, délai… L'idée du JDF est de condenser en un seul fichier toutes ces informations, afin :
- de les rendre disponibles pour chaque étape de la réalisation du produit ;
- d'éviter les saisies d'informations multiples et donc les erreurs ;
- permettre de remonter les informations d'aval en amont.

### Des pionniers: PPF et PJTF
Des formats de fichiers avaient commencé à aller dans ce sens. Par exemple les fichiers PPF (Print Production Format) sont générés au moment du RIP puis utilisés lors de l'impression pour prérégler les encriers. La démarche de faire transiter les informations d'une étape à une autre était donc déjà bien présente.
Le format PJTF d'Adobe (Portable Job Ticket Format) permet quant à lui de transférer des informations concernant un fichier Postscript : taille du fichier, résolution, etc.
La volonté de généraliser cette tendance et de standardiser les échanges a amené les entreprises à créer un nouveau format : le JDF.

### Création du JDF
Le format JDF a été créé par le CIP4 (International Cooperation for the Integration of Processes in Prepress and Press and Postpress Organization), un consortium à l'initiative de plusieurs grands acteurs des industries graphiques : Heidelberg, Adobe, Agfa, Man-Roland... Leur but a été de créer un standard pour permettre le dialogue entre les logiciels et machines de tous les différents acteurs. Une presse Heidelberg doit comprendre les informations créées à la base par un logiciel Adobe par exemple. Pour permettre cette compréhension mutuelle, le JDF a une structure syntaxique s'appuyant sur un langage ouvert, le XML.
Le CIP4 regroupe aujourd'hui des centaines d'entreprises venues du monde entier. L'enjeu pour toutes ces entreprises est d'être le plus en avance possible sur la standardisation de leurs produits en étant au cœur même de la conception du JDF.

## Mise en place du JDF
Le JDF commence à se mettre en place petit à petit dans les solutions logicielles et matérielles proposées sur le marché des industries graphiques. Les fournisseurs se targuent d'être « JDF enabled », c’est-à-dire certifiés JDF.
En 2004, la Drupa a été désignée comme la « Drupa du JDF », puisque c'est la première édition de ce salon où le JDF était présent dans les solutions proposées sur le marché. Malgré cet élan, la standardisation du JDF n'est pas close et l'interopérabilité de tous les JDF du marché entre eux reste donc à mettre à l'épreuve.
Aujourd'hui, le format JDF est à la version 1.5.

## Le MIS
Le fichier JDF est le support de l'information concernant le travail à effectuer. Il reste toutefois à le rendre disponible. Le MIS (Management Information System) est le serveur qui permet la gestion de tous les travaux, et donc qui délivre pour chaque atelier (prépresse, impression, finition) le fichier JDF du travail en cours.
Grâce au MIS, le fichier JDF va pouvoir « voyager » le long de la chaîne graphique, et être exploité et enrichi à chaque étape. 

## L'avenir du JDF
Il est aujourd'hui généralement admis que l'avenir de la gestion de travaux dans les industries graphiques passe par le JDF. Par contre il n'y a pas de consensus pour dire combien de temps ce format de fichier mettra à s'imposer. 
En effet, les avantages certains du JDF s'opposent au temps que les acteurs de la chaîne graphique mettent à adopter de nouveaux logiciels ou de nouvelles manières de travailler, ce qui représente pour eux un investissement important. De plus, les entreprises du secteur sont très diverses en taille et en activité. Tout cela concourt à une assez grande incertitude sur la rapidité d'adoption du JDF.